# Elif Aşkın
Elif Aşkın (* 25. April 1988) ist eine türkische Biathletin.
Elif Aşkın gehört zur ersten Gruppe türkischer Biathleten, die seit Ende des ersten 2000er-Jahrzehnts auch international antreten. Ihre ersten internationalen Rennen bestritt sie 2009 im Rahmen des IBU-Cups. Dort lief sie ihr erstes Rennen, ein Einzel, in Ridnaun und erreichte den 71. Platz. In Nové Město na Moravě erreichte sie mit Rang 55 ihr bislang bestes Resultat in der Rennserie. Gemeinsam mit dem bei den Männern startenden Şadi Yusufoğlu nahm sie als erste bei einem Biathlon-Großereignis startende Türken an den Biathlon-Europameisterschaften 2010 in Otepää teil. In all ihren Rennen belegte sie abgeschlagen den letzten Rang, im Einzel Platz 55, im Sprint Platz 51 und im Verfolgungsrennen kam Aşkın auf den 46. Platz.